# شهرستان درگاچیوفسکی
شهرستان درگاچیوفسکی (به لاتین: Dergachyovsky District) یک شهرستان در روسیه است که در استان ساراتوف واقع شده‌است.